# جوليان رالف فورد
جوليان رالف فورد (بالإنجليزية: Julian Ralph Ford)‏ هو كيميائي وعالم طيور أسترالي، ولد في 3 نوفمبر 1932 في برث في أستراليا، وتوفي في 31 يناير 1987.